# Hydrogen Jukebox
Hydrogen Jukebox est un opéra de chambre (qualifié aussi de poème-opéra) pour solistes et ensemble en deux parties et  20 scènes (ou chants), composé en 1990 par Philip Glass, sur un livret de Allen Ginsberg extrait, d'une part, de ses Collected poems 1947-1980, textes choisis ensemble par le compositeur et l’écrivain, et de l'autre de textes écrits lors de la guerre du Golfe. 
Commande du Spoleto Music Festival (en) de Charleston pour sa quatorzième édition et de l'American Music Theater Festival de Philadelphie, la première mondiale de l'œuvre a eu lieu le 26 mai 1990 sous la direction musicale de Martin Goldray à Charleston  (Le Festival du Théâtre Musical Américain de Philadelphie organisa une version concert le 29 avril 1990) et la première française le 12 janvier 2009, sous la direction musicale de Philippe Nahon, au Théâtre Graslin de Nantes (Angers-Nantes Opéra).

## Conception
La genèse d’Hydrogen Jukebox commence lorsqu’en 1988 le Théâtre des anciens du Viêt-nam commande à Philip Glass une œuvre qui serait donnée au bénéfice de cette compagnie : 

« Je suis alors allé dans la librairie de Allen Ginsberg, à Saint Mark — New York, pour lui demander de participer au projet. Nous étions dans le rayon Poésies et il prit un des livres sur l’étagère et me montra Wichita Vortex Sutra. Ce poème, écrit en 1966 dans le style pacifiste de l’époque, nous semblait parfait pour ce que nous cherchions. J’ai donc composé une partie de piano pour accompagner la lecture d’Allen et nous l’avons présenté au Théâtre Schubert sur Broadway. Allen et moi avons tellement apprécié cette collaboration que nous avons rapidement envisagé de l’étendre à la réalisation d’un spectacle entier de théâtre musical. »

— Philip Glass, Livret du disque Hydrogen Jukebox, Elektra Nonesuch, 1992-1993
Ginsberg et Glass composent ainsi le texte nourri des poèmes beatnik qui est à la source d’ Hydrogen Jukebox. Il s'agit d'un vaste tableau en 20 scènes, foisonnant et kaléidoscopique, dont la charge critique, ironique et lyrique fustige les travers de l'Amérique du Nord des années 1950 à 1980.

« Avec Jukebox, j’ai travaillé avec le langage vernaculaire que nous pratiquons tous. Et la poésie d’Allen semble faite pour cela, car il puise dans les sons et les rythmes qui nous entourent pour façonner son langage poétique, un langage américain qui est logique, sensuel parfois abstrait mais toujours expressif. Fondre langage et musique ensemble apporte un sentiment de puissance, de plénitude sensorielle au sens propre, comme seul l’opéra en procure. »

— Philip Glass, Livret du disque Hydrogen Jukebox, Elektra Nonesuch, 1992-1993
Pour Allen Ginsberg, l'ouvrage pointe du doigt les éléments qui menacent notre civilisation. En décrivant tout ce qui complote contre la survie de notre monde, l'opéra délivre en effet un oxygène salvateur. Pour Allen Ginsberg, il s’agissait de « soulager la souffrance humaine par une prise de conscience aiguë des obsessions, névroses et problèmes que nous rencontrons en cette fin de millénaire ».
Le titre Hydrogen Jukebox vient d’un vers du poème Howl : […] listening to the crack of doom on the hydrogen jukebox… ([…] tout en écoutant le crash apocalyptique d'un jukebox à hydrogène…). « Cela renvoie à un état de technologie hypertrophiée, un état psychologique dans lequel les gens sont à la limite de leur apport sensoriel face à la civilisation de jukeboxes militaires, face au puissant grondement industriel ou face à une musique qui vous secoue les os et pénètre votre système nerveux, comme le ferait un jour un bombe à hydrogène, en annonçant l’apocalypse », annonce Allen Ginsberg.

## Argument
Il n’y a pas d’histoire, seulement l’Histoire et ses convulsions. Six personnages, conçus comme des archétypes de l'Américain moyen (une serveuse, un policier, un prêtre, un homme d’affaires, une pom-pom girl et un mécanicien), traversent les temps et les paysages : des plaines d’Oklahoma aux rives du Gange, de Chicago à Calcutta, quand « le cheval de guerre fonce vers la guerre », que meurent « les soldats venus de nulle part pour aller où on les envoie » et que dans ce marasme il faut invoquer Yahvé, Allah et Bouddha. Aux épisodes très précis de l'actualité politique et sociale à l'époque de Ginsberg (1960-1990) correspondent dans la trame littéraire, les tableaux de sa vie intime (la mort de tante Rose, ses hallucinations délirantes sous l'influence des drogues, ses hymnes lyriques au Kansas ou à l'Arizona, son anniversaire…).
D’Eisenhower à Bush père, les présidents et les événements liés à leurs mandats défilent par flashs, par fragments, par états de névroses.
Le choix des thèmes abordés, le mouvement pacifiste (et anti-guerre du Vietnam), la révolution sexuelle, les drogues, la philosophie et la méditation propres aux pays de l’Asie (le bouddhisme), et les questions d’environnement, d’écologie, révèle le peu de conscience de la société américaine sur l’avenir de l’humanité et de la planète.

## Personnages
Casting de la première mondiale:
- Susan Hanson: soprano
- Darynn Zimmer: soprano
- Linda Thompson: mezzo-soprano
- Richard Fracker: ténor
- Thomas N. Porter: bariton
- James Butler: basse
- Allen Ginsberg: narrateur

## Structure
Traduction française entre parenthèses (Pierre Joris, novembre 2008, pour Angers-Nantes Opéra).
- Première partie
  - Chant n°1: Lightning’s blue glare from Iron Horse (L’éblouissement bleu de l’éclair, extrait de Le Cheval de Fer)
  - Chant n°2: Who’s the enemy from Iron Horse (C’est qui, l’ennemi, extrait de Le Cheval De Fer)
  - Chant n°3: Jahweh and Allah Battle (extrait de Bataille De Yavhé et d’Allah)
  - Chant n°4: Consulting I Ching (Consultant le Yi Jing)
  - Chant n°5: Marijuana Notation (Notes Marijuana)
  - Chant n°6: Patna – Benares Express and from Last Night in Calcutta (Sur L’Express Patna – Bénarès et extrait de Dernière Nuit À Calcutta)
  - Chant n°7: To P.O (À  P.O)
  - Chant n°8: from Last Night in Calcutta (extrait de Dernière Nuit À Calcutta)
  - Chant n°9: Under silver wing from Crossing Nation Over Denver Again ; from Going to Chicago; from To Poe: Over the Planet, Air Albany-Baltimore ; Blasts Rip Newspaper Gray from Friday The Thirteen (Sous l’aile argentée, extrait de Traversée De La Nation Survolant Denver Une Fois De Plus; extrait de En Route Pour Chicago; extrait de À Poe: Survolant La Planète, Air Albany Baltimore ; Explosions Déchirent Journal Cimes, extrait de Vendredi Treize)
  - Chant n°10: from Wichita Vortex Sutra (extrait de Wichita Vortex Sutra)

- Deuxième partie
  - Chant n°11: from Howl (extrait du poème Howl)
  - Chant n°12: Manhattan Thirties Flash (Flash Manhattan Trente)
  - Chant n°13: from Cabin in the Woods (extrait de Cabane Dans Les Bois)
  - Chant n°14: Numbers in Red Notebook; Aunt Rose  (Notes dans mon carnet rouge; À Tante Rose)
  - Chant n°15: from The Green Automobile (extrait de L’Automobile Verte)
  - Chant n°16: from Violence and C.I.A. Dope Calypso (extrait de Violence et de CIA Dope Calypso)
  - Chant n°17: Everybody's Fantasy from Nagasaki Days (Fantasme Généralisé, extrait de Jours De Nagasaki)
  - Chant n°18: Ayers Rock/Uluru Song
  - Chant n°19: Out! Out! into the Buddhafields from Write Shroud (Out! Out! into the Buddhafields, extrait de Write Shroud)
  - Chant n°20: Father Death Blues (Blues Du Père-La-Mort)

## Discographie
- Elizabeth Futral,(soprano), Michele Eaton (soprano), Mary Ann Hart (mezzo-soprano), Richard Fracker (ténor), Gregory Purnhagen (baryton), Nathiel Watson (baryton), Allen Ginsberg (narrateur), Phillip Glass (piano) dirigé par Martin Goldray, enregistré en 1992-1993 à New York. Nonesuch Records (1993).